# Eilema okanoi
Eilema okanoi är en fjärilsart som beskrevs av Inoue 1961. Eilema okanoi ingår i släktet Eilema och familjen björnspinnare. Inga underarter finns listade i Catalogue of Life.